# August Jakubik
August Jakubik (ur. 15 stycznia 1959) – polski lekkoatleta uprawiający biegi długodystansowe, specjalizujący się w biegu 24-godzinnym.

## Życiorys
W 2008 roku, podczas Mistrzostw Polski w biegu 24-godzinnym w Krakowie, zdobył brązowy medal z wynikiem 226,020 km.
W 2009 roku, podczas Mistrzostw Polski w biegu 24-godzinnym w Rudzie Śląskiej, zdobył srebrny medal z wynikiem 223,069 km.
W 2010 roku, podczas Mistrzostw Polski w biegu 24-godzinnym w Katowicach, zajął 42. miejsce z wynikiem 117,984 km.
W 2011 roku, podczas Mistrzostw Polski w biegu 24-godzinnym w Katowicach, zajął 51. miejsce z wynikiem 102,500 km.
W 2012 roku, podczas Mistrzostw Europy w biegu 24-godzinnym w Katowicach, zdobył brązowy medal w drużynie z Piotr Sawicki, Pawłem Szynalem i Andrzejem Radzikowskim, z wynikiem 741,267 km.

## Osiągnięcia
| Rok  | Impreza                                      | Miejsce       | Konkurencja   | Pozycja      | Wynik     |
| ---- | -------------------------------------------- | ------------- | ------------- | ------------ | --------- |
| 2000 | Mistrzostwa Europy w biegu 24-godzinnym 2000 | Uden          | indywidualnie | 23. miejsce  | 206 431 m |
| 2001 | Mistrzostwa Europy w biegu 24-godzinnym 2001 | Apeldoorn     | indywidualnie | 66. miejsce  | 155 796 m |
| 2002 | Mistrzostwa Europy w biegu 24-godzinnym 2002 | Gravigny      | indywidualnie | 43. miejsce  | 162 862 m |
| 2004 | Mistrzostwa Europy w biegu 24-godzinnym 2004 | Brno          | indywidualnie | 42. miejsce  | 192 098 m |
| 2004 | Mistrzostwa Świata w biegu 24-godzinnym 2004 | Brno          | indywidualnie | 53. miejsce  | 192 098 m |
| 2005 | Mistrzostwa Europy w biegu 24-godzinnym 2005 | Wörschach     | indywidualnie | 42. miejsce  | 196 137 m |
| 2005 | Mistrzostwa Świata w biegu 24-godzinnym 2005 | Wörschach     | indywidualnie | 55. miejsce  | 196 137 m |
| 2006 | Mistrzostwa Europy w biegu 24-godzinnym 2006 | Werona        | indywidualnie | 18. miejsce  | 150 726 m |
| 2006 | Mistrzostwa Świata w biegu 24-godzinnym 2006 | Tajpej        | indywidualnie | 32. miejsce  | 205 088 m |
| 2007 | Mistrzostwa Świata w biegu 24-godzinnym 2007 | Drummondville | indywidualnie | 47. miejsce  | 183 957 m |
| 2008 | Mistrzostwa Świata w biegu 24-godzinnym 2008 | Seoul         | indywidualnie | 100. miejsce | 113 586 m |
| 2010 | Mistrzostwa Europy w biegu 24-godzinnym 2010 | Brive         | indywidualnie | 54. miejsce  | 208 338 m |
| 2010 | Mistrzostwa Świata w biegu 24-godzinnym 2010 | Brive         | indywidualnie | 67. miejsce  | 208 338 m |
| 2012 | Mistrzostwa Europy w biegu 24-godzinnym 2012 | Katowice      | indywidualnie | 69. miejsce  | 192 144 m |
| 2012 | Mistrzostwa Europy w biegu 24-godzinnym 2012 | Katowice      | drużynowo     | 3. miejsce   | 741 267 m |
| 2012 | Mistrzostwa Świata w biegu 24-godzinnym 2012 | Katowice      | indywidualnie | 88. miejsce  | 192 144 m |
| 2012 | Mistrzostwa Świata w biegu 24-godzinnym 2012 | Katowice      | drużynowo     | 4. miejsce   | 741 267 m |